# Nemesládony
Nemesládony is een plaats (község) en gemeente in het Hongaarse comitaat Vas. Nemesládony telt 130 inwoners (2001).